# Басов, Михаил Михайлович (издатель)
Михаи́л Миха́йлович Ба́сов (7 (20) сентября 1898, Юргинское — 22 июня 1938, Иркутск) — советский издатель и журналист.

## Биография
В 1916 году стал журналистом в Благовещенске. В 1917 году окончил Омскую школу прапорщиков, принимал участие в революции как меньшевик-интернационалист. В 1919 году был мобилизован в Русскую армию адмирала А. В. Колчака, перешёл на сторону Красной армии, был политическим работником и журналистом военной газеты «Красный стрелок». В 1920 году вступил в РКП(б).
В 1921 году стал журналистом газеты «Сельская правда» в Новониколаевске, был назначен заместителем заведующего «Сибирского комитета политического просвещения», заместителем заведующего «Сибирского государственного издательства». В 1923 году стал председателем правления издательства, был инициатором создания журналов «Сибирские огни» и «Книжная полка» и «Сибирской советской энциклопедии», в 1926—1929 годах — главным редактором энциклопедии.
В 1928 году из-за разногласий с заведующим отделом печати Сибирского краевого комитета ВКП(б) А. Л. Курса и литературно-политической группой «Настоящее» переехал в Москву. В 1929—1930 годах был заведующим Торговым сектором «Государственного издательства РСФСР». В 1930—1932 годах был заведующим «Восточно-Сибирского краевого отделения ОГИЗ» и заместителем главного редактора «Сибирской советской энциклопедии». Был инициатором создания журнала «Будущее Сибири». В 1932—1934 годах был председателем организационного комитета, в 1934—1946 годах — председателем правления Восточно-Сибирского краевого отделения Союза писателей СССР. В 1932 году стал заведующим Восточно-Сибирским краевым отделом народного образования.
В 1937 году был арестован, находился в тюрьме под следствием. В 1938 году расстрелян. Впоследствии был реабилитирован.